# Синдо, Наоми
Наоми Синдо (яп. 進藤 尚美, Синдо: Наоми) — японская сэйю. Родилась 9 ноября в г. Киото, Япония (относительно года рождения достоверной информации нет, хотя в большинстве источников указывается 1972 г.). Работает в компании Aoni Production.
К числу наиболее известных её ролей можно отнести такие роли, как Сидзуру (Фудзино/Виола) в серии Mai-HiME/Mai-Otome и Кагали Юла Асха в Gundam Seed/Gundam Seed Destiny.
Её дебют в аниме состоялся в 1999 году в эпизодической роли в сериале Blue Gender . А в следующем, 2000 году, она сыграла главную роль (Кусанаги Хокуто) в аниме Gear Fighter Dendoh. 
Обладает по природе хриплым голосом, поэтому ей часто приходилось играть роли девочек «мальчишечьего» типа, или даже мальчиков. Но в последнее время ей удаётся сыграть и роли более спокойных и женственных персонажей, например, Рисаи из The Twelve Kingdoms или Сидзуру из Mai-HiME/Mai-Otome. В роли Сидзуру ей также удалось сыграть персонажа, говорящего на кансайском диалекте, которым Синдо, как уроженка Киото, прекрасно владеет. 
Синдо имеет второй кю по секретарскому мастерству (в Японии проводятся соответствующие тесты). Увлекается теннисом.
Помимо озвучивания ролей в аниме, компьютерных играх и Drama CD она также участвует в дубляже фильмов. В качестве певицы не выступает, но записала несколько дисков («Character CD») с песнями сыгранных персонажей из аниме.

## Роли

### ТВ-аниме
Данный список не является полным; ведущие роли выделены жирным шрифтом.
2000
- One Piece (Калифа)

2001
- Beyblade (Кэти Глори)
- Crush Gear Turbo (Куродо Марумэ)
- Gear Fighter Dendoh (Хокуто Кусанаги)

2002
- GetBackers (Бан Мидо в детстве)
- Gun Frontier (Катарина, Санаэ)
- Mobile Suit Gundam SEED (Кагали Юла Асха, Эйлин Канавер, Тории)

2003
- Bobobo-bo Bo-bobo (Хэппокомару)
- Sonic X (Дэнни), (Линдси Торндайк)
- Stellvia of the Universe (Лейла Бартес)

2004
- Mai-HiME (Сидзуру Фудзино)
- Mushiking: King of the Beetles (Попо)
- Mobile Suit Gundam SEED Destiny (Кагали Юла Асха, Тории)

2005
- Gaiking Legend of Daiku-Maryu (Наото Хаями)
- Mai-Otome (Сидзуру Виола)

2006
- Ah! My Goddess (Сёхэй Ёсида)
- Binbou Shimai Monogatari (Этигоя Кинко)

2007
- Bokurano (Мисуми Танака)
- Dennou Coil (Айко)
- Idolmaster: Xenoglossia (Тикако Минамото)
- Pururun! Shizuku-Chan Aha! (Мидорико-сан)

2008
- Kanokon (Тамамо)

2009
- Sora o kakeru shoujo (Нина Стратоски)